# Куйылыс
Куйылыс или Куйлыс (каз. Құйылыс) — село в Иргизском районе Актюбинской области Казахстана. Административный центр Таупского сельского округа.
Село расположено на юго-востоке области, в 72 км к юго-востоку от села Иргиз (райцентр), в 420 км от Актобе и в 163 км к северу от Аральска. Находится на правом берегу Тургая в месте впадения в него Иргиза. Абсолютная высота — 75 метров над уровнем моря. Код КАТО — 156845100.

## Население
В 1999 году население села составляло 791 человека (403 мужчины и 388 женщин). По данным переписи 2009 года, в селе проживало 782 человека (349 мужчины и 433 женщины).